# Tributação na Inglaterra medieval

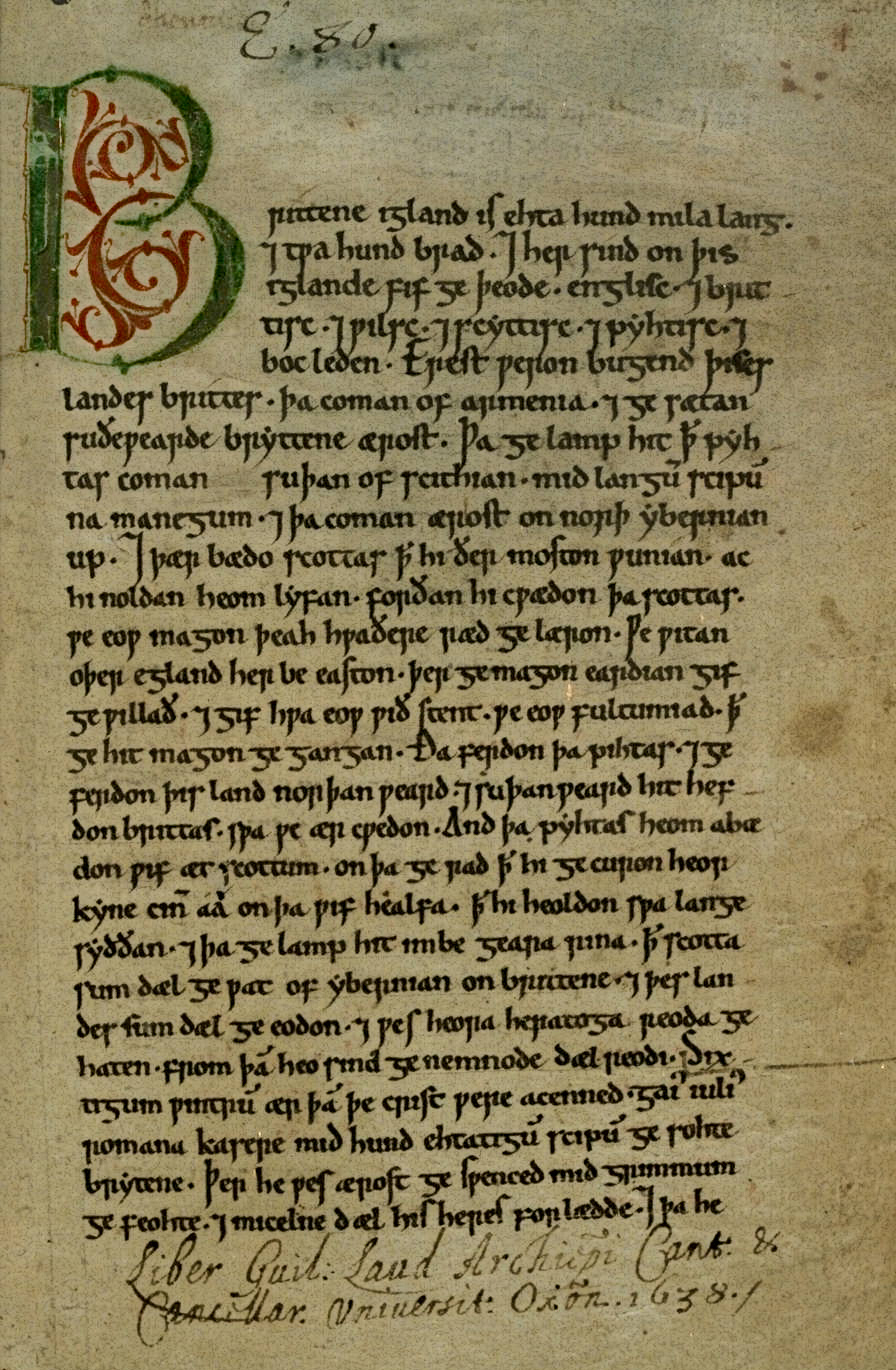
A página inicial do Corpus Christi College Cambridge MS 173, o Peterborough Chronicle, que contém a cópia mais antiga das leis de Ine.

A tributação na Inglaterra medieval era o sistema de arrecadar dinheiro para despesas reais e governamentais. Durante o período anglo-saxão, as principais formas de tributação eram impostos sobre a terra, embora também houvesse impostos e taxas alfandegárias para as moedas de cunhagem. O imposto mais importante do final do período anglo-saxão foi o geld, um imposto sobre a terra coletado regularmente em 1012 para pagar mercenários. Após a conquista normanda da Inglaterra em 1066, o geld continuou sendo coletado até 1162, mas acabou sendo substituído por impostos sobre bens pessoais e renda.

## Pano de fundo
Britannia, a parte sul e central da ilha da Grã-Bretanha, foi uma província do Império Romano até a partida romana da Grã-Bretanha em cerca de 400 dC. O imperador Honório disse aos britânicos em 410 que eles eram responsáveis por sua própria defesa  e, desde então, até o desembarque de Agostinho de Cantuária no reino de Kent em 597 como parte da missão gregoriana, pouco se sabe sobre o governo governamental britânico. estruturas ou sistemas financeiros.

## Inglaterra anglo-saxônica (597-1066)
A primeira menção inequívoca de tributação na Inglaterra anglo-saxônica vem da Lei de Æthelberht, o código de lei do rei Æthelberht de Kent, que especifica que as multas de processos judiciais devem ser pagas ao rei. Nenhuma outra forma de imposto é mencionada no código da lei de Æthelberht, mas outras formas de tributação estão implícitas na concessão de uma isenção de tributação concedida por outro rei, Wihtred de Kent, a uma igreja. Outras menções de impostos estão contidas no código da lei do rei Ine de Wessex. Embora outros reis anglo-saxões antigos não sejam mencionados como cobranças de impostos, o escritor medieval Beda menciona que as terras em Anglesey e na Ilha de Man foram divididas em hidas, definidas na lei de Ine como uma unidade de terra que poderia ser usada para coletar comida e outros bens dos súditos do rei. Um documento do século 7 ou 8, o Tribal Hidage, mostra que grande parte das terras anglo-saxônicas havia sido dividida em hidas naquela época. As cartas da época do rei Ofa da Mércia mostram que as tarifas eram cobradas no comércio, e foi durante o reinado de Ofa que a cunhagem em moedas de um centavo de prata foi introduzida pela primeira vez na Inglaterra anglo-saxônica. A cunhagem tornou-se um direito real e provavelmente foi introduzida para facilitar o pagamento de impostos.
No início da Inglaterra anglo-saxônica, a pele era usada como base para avaliar o valor do aluguel de alimentos (conhecido como feorm) devido a uma área. Inicialmente, o tamanho da pele variava de acordo com o valor e os recursos da própria terra. Com o tempo, a pele tornou-se a unidade para avaliar todas as obrigações públicas. Os inquilinos tinham uma obrigação tríplice, com base em suas propriedades, precisavam fornecer mão de obra para os chamados "encargos comuns" do serviço militar, do trabalho em fortaleza e do reparo de pontes. Com os problemas crescentes de invasões vikings, os líderes anglo-saxões aumentaram os impostos, também com base na posse da terra (ou esconderijo) de seus inquilinos. O imposto era conhecido como Danegeld e era usado para pagar os atacantes em vez de lutar. No século 9, Alfredo, o Grande, enfrentou o problema dos Vikings. Após sua vitória sobre eles na Batalha de Edington (878), ele começou a construir um sistema de cidades fortificadas ou fortes, conhecidas como burhs. Ele também atualizou o fyrd tradicional para fornecer um exército e uma marinha permanentes. Para financiar todas essas mudanças, Alfred exigiu um novo sistema de impostos e conscrição contido em um documento, agora conhecido como o Burghal Hidage. O Burghal Hidage contém uma lista de mais de trinta lugares fortificados e os impostos, registrados como número de couros, atribuídos à sua manutenção. Após a morte de Alfred, seu filho Edgar desenvolveu ainda mais o sistema tributário, recordando e lembrando periodicamente todas as moedas, com os financiadores sendo forçados a pagar por novas matrizes. Todos os lucros dessas ações foram para o rei e eram um direito real. Apesar de todas essas mudanças, a Crônica Anglo-Saxônica registra pagamento de £ 132.000 em homenagem aos atacantes escandinavos de 991 a 1012.
O ano de 1012 viu a introdução do geld ou heregeld (literalmente "imposto do exército"), um imposto anual avaliado primeiro pelo rei Æthelred the Unready para pagar por mercenários no exército e na marinha. As forças armadas reforçadas foram necessárias, em face de uma invasão da Inglaterra, pelo rei Sueno I da Dinamarca. Mais tarde, após a conquista da Inglaterra pelo filho de Sweyn, Canuto, o Grande, o geld continuou. Esse imposto usava máquinas semelhantes para coleta como Danegeld e foi novamente baseado na quantidade de couros que um inquilino possuía. O valor devido de cada ocultar era variável. Em 1051, Eduardo, o Confessor, aboliu a herança e economizou vendendo sua marinha, dando a responsabilidade de defesa naval aos portos de Cinque em troca de vários privilégios. No entanto, heregeld foi possivelmente restabelecido em 1052.

## Inglaterra Normanda e Angevina (1066-1216)
Não houve divisão formal entre a família do rei e o governo no período normando, embora gradualmente a própria família comece a se separar do governo. Assim, a receita tributária se fundiu com outra renda para financiar o rei e o governo sem distinções como no mundo moderno. Sob os reis Norman e Angevin, o governo tinha quatro fontes principais de renda: (1) renda de terras pertencentes diretamente ao rei, ou suas terras demesne, (2) renda que derivava de seus direitos como senhor feudal, os direitos feudais como auxílio feudal ou escutagem (3) tributação e (4) renda de multas e outros lucros da justiça. Na época do rei Henrique I, a maior parte das receitas era paga no Tesouro, no Tesouro Inglês e os primeiros registros do Tesouro datam de 1130, na forma do primeiro rolo de tubo sobrevivente daquele ano.  Desde o reinado do rei Henrique II, o Pipe Rolls forma um registro principalmente contínuo de receitas e impostos reais. No entanto, nem todas as receitas foram destinadas ao Tesouro, e alguns impostos e taxas ocasionais nunca foram registrados nos Pipe Rolls.
A própria tributação assumiu várias formas nesse período. O principal imposto era o gado, ainda baseado na terra, e único na Europa na época como o único imposto sobre a terra que era universal em todos os súditos do rei, não apenas em seus inquilinos e camponeses feudais imediatos. Ainda era avaliada a pele, e a taxa usual era de 2 xelins por pele. Em certas circunstâncias, no entanto, a tributação foi avaliada em termos de serviços prestados à coroa, como Avera e Inward.
Como o geld foi avaliado em proprietários de terras, só se aplicava a homens livres que possuíam terras e, portanto, servos e escravos eram isentos. Outras isenções foram concedidas a indivíduos favorecidos ou foram um direito que foi concedido a certos escritórios governamentais. O geld era impopular e, devido ao crescente número de isenções, produzia quantidades menores. Durante o reinado do rei Estêvão, não está claro se a geld foi coletada, pois nenhum registro financeiro sobrevive. No entanto, quando o rei Henrique II chegou ao trono, o geld foi coletado mais uma vez. Após 1162, no entanto, o geld não foi mais coletado.
Em vez disso, um novo tipo de imposto foi instituído a partir de 1166, embora não fosse um imposto anual. Este era o imposto sobre bens móveis e rendimentos, e poderia ser imposto a taxas variáveis. Da mesma forma, o dízimo de Saladino, imposto em 1188 para arrecadar fundos para uma cruzada proposta pelo rei Henrique II, foi cobrado à taxa de 10% de todos os bens e receitas, com algumas exceções para os cavalos, armaduras e vestimentas de clérigo de um cavaleiro. Também foram excluídos os que se comprometeram a fazer uma cruzada com o rei.
Em 1194, em parte devido à necessidade de elevar as enormes quantias necessárias para o resgate do rei Ricardo I, que estava em cativeiro na Alemanha, um novo imposto sobre a terra foi instituído. Essa era a carucagem e, como o geld, era baseada na terra. A carucagem foi imposta seis vezes ao todo, mas produziu somas menores do que outras formas de aumentar a receita e foi coletada pela última vez em 1224. Em 1194, como parte das tentativas de aumentar o resgate de Richard, foi imposta uma taxa de 25% sobre todos os bens pessoais e renda.  Em outros anos, outras taxas foram estabelecidas, como a décima terceira imposta em 1207.
Além de impostos sobre terras e impostos sobre bens pessoais, esse período viu a introdução de impostos sobre o comércio. Em 1202, o rei João impôs um direito aduaneiro de um décimo quinto do valor de todos os bens importados ou exportados. Parece, no entanto, que esses deveres foram descontinuados em 1206.

## Inglaterra Plantageneta (1216–1360)
Durante o reinado do rei Henrique III, o rei e o governo buscaram o consentimento dos nobres da Inglaterra para os impostos que o governo desejava impor. Isso levou em 1254 ao início do Parlamento da Inglaterra, quando os nobres aconselharam o rei a convocar cavaleiros de cada condado para ajudar a aconselhar e consentir em um novo imposto. Na década de 1260, homens das cidades foram incluídos com os cavaleiros, formando o início da Câmara dos Comuns da Inglaterra.
Em meados do século XIII, o imposto sobre bens móveis havia sido fixado por convenção no décimo quinto para os que estavam no país e em um décimo para os que moravam nas cidades. Uma inovação em 1334 foi a substituição das avaliações individuais por uma avaliação global para cada comunidade.
Em 1275, o rei Eduardo I restabeleceu um imposto alfandegário, estabelecendo uma taxa de marca em cada saco de lã (pesando 364 libra (massa)s (170 kg)) ou 300 pêlos de lã e uma marca nos últimos couros. Edward então adicionou outro imposto, o malte, em 1294, sobre sacos de lã, que era um acréscimo ao imposto aduaneiro anterior. Esses impostos foram removidos em 1296, mas em 1303 foram repostos, mas apenas em comerciantes não ingleses. Nos 40 anos seguintes, o maltolt foi objeto de disputa entre o rei e o Parlamento, com o resultado final sendo que o imposto foi mantido em uma taxa mais baixa, mas que o consentimento do Parlamento foi necessário para impor.

## Inglaterra medieval tardia (1360–1485)
As receitas das fontes tradicionais de tributação declinaram na Inglaterra medieval posterior, e uma série de experimentos em taxas de votação começou: em 1377 uma taxa fixa, em 1379 uma taxa graduada. Em 1381, a impopularidade desses impostos havia contribuído para a revolta dos camponeses. Experiências posteriores no imposto de renda durante o século 15 não conseguiram aumentar as somas necessárias ao governo, e outros impostos, como impostos sobre paróquias, foram tentados.

## 40em
1. ↑  Kirby Making of Early England pp. 13–14
2. ↑  Blair Introduction to Anglo-Saxon England p. 2
3. 1 2  Lawson "Taxation" Blackwell Encyclopaedia of Anglo-Saxon England
4. ↑  Faith "Hide" Anglo-Saxon England pp. 238-239
5. ↑  Hollister Anglo-Saxon Military Institutions pp. 59-60
6. ↑  Lapidge Anglo-Saxon England p. 76
7. 1 2  Loyn Governance of Anglo-Saxon England p. 121
8. ↑  Keynes "Heregeld" Blackwell Encyclopaedia of Anglo-Saxon England
9. ↑  Saul "Government" A Companion to Medieval England pp. 115–118
10. ↑  Coredon Dictionary p. 219
11. ↑  Bartlett England Under the Norman and Angevin Kings p. 159
12. ↑  Darby and Campbell Domesday Geography of South-East England p. 72
13. 1 2 3  Bartlett England Under the Norman and Angevin Kings pp. 165–168
14. ↑  Huscroft Ruling England pp. 98–99
15. 1 2 3 4 5  Saul "Taxation" Companion to Medieval England pp. 281–283
16. ↑  Speight Craven and North-West Yorkshire Highlands pp. 29–60